# Seznam nájemců ve World Trade Center 2
Původní World Trade Center 2 (také známá jako Jižní věž, WTC 2 nebo 2 WTC) byla jednou ze dvou věží Světového obchodního centra v New Yorku. Byla dokončena v roce 1973 a se svojí výškou střechy (415 m) převýšila Empire State Building (381 m). Oproti svému dvojčeti byla o 1,9 m nižší a na jejím vrcholu nebyla telekomunikační anténa, ale vyhlídková terasa pro návštěvníky.
11. září 2001 se obě věže staly cílem teroristických útoků. V 8:46 naráží do prvního mrakodrapu Let 11. To samé provede v 9:03 Let 175, kdy Boeing 767-200ER naráží v rychlosti 950 km/h do jihovýchodního rohu WTC 2 mezi 78 a 84. Po 56 minutách se v 10:59 budova řítí. O 29 minut jí následuje i její severní dvojče.
Jelikož byla Jižní věž zasažená jako druhá, tak v ní nezemřelo tolik osob jako v prvním mrakodrapu. Dalším přínosem pro uvězněné zaměstnance byl i nepřesný náraz letadla, jehož trosky nezničily únikové schodiště (A), po kterém se mohlo celkem 18 lidí bezpečně dostat z vyšších pater přes zónu nárazu do nižších pater. Někteří se vydali nahoru, protože se domnívali, že je zachrání vrtulník ze střechy. Bohužel hustý kouř znemožňoval takový druh záchrany a navíc byly dveře na střechu zamčeny. Odhaduje se, že 637 osob bylo okamžitě zabito při nárazu nebo uvězněno ve vyšších patrech. Přežili jen čtyři lidé, kteří se nacházeli nad 78. poschodím: Richard Fern, Ronald DiFrancesco, Stanley Praimnath z Fuji Bank a Brian Clark z Euro Brokers. Při zhroucení jižní věže zahynuli lidé na vrcholku, ti kdo zůstali ve vestibulu v 78. patře, ti v kancelářích firem Keefe, Bruyette & Woods, Aon Insurance a Fiduciary Trust. Společnost Sandler O´Neil na 104. poschodí přišla o 66 zaměstnanců. Podle vyšetřování opustily horní patra jižní věže dvě třetiny lidí během 16,5 minuty mezi útoky, a to navzdory hlášení, že mají zůstat na svých místech.

## Seznam
Poznámka: Patra, které při teroristických útocích 11. září 2001 zasáhl Let 175, jsou podbarveny  červeně , zatímco podlaží nárazem ovlivněná,  tmavě šedě .
| Patro | Nájemci | Oblast podnikání                                                   |
| ----- | --- | ------------------------------------------------------------------ |
| 110   | Terasa na střeše pro návštěvníky | Turismus                                                           |
| 109   | Mechanické patro |                                                                    |
| 108   | Mechanické patro |                                                                    |
| 107   | Showtime Pictures, Top of the World Trade Center Observatories (Indoor Observatory), Sbarro Street Station, Nathan's Famous Hot Dogs, Manhattan Magic, Kodak                              | Obchodní služby, turismus, potravinářství                          |
| 106   | Atlantic Bank of New York | Bankéřství, finančnictví                                           |
| 105   | AON Corporation | Pojišťovnictví                                                     |
| 104   | AON Corporation, Sandler O'Neill and Partners | Pojišťovnictví, investice                                          |
| 103   | AON Corporation | Pojišťovnictví                                                     |
| 102   | AON Corporation | Pojišťovnictví                                                     |
| 101   | AON Corporation | Pojišťovnictví                                                     |
| 100   | AON Corporation | Pojišťovnictví                                                     |
| 99    | AON Corporation | Pojišťovnictví                                                     |
| 98    | AON Corporation | Pojišťovnictví                                                     |
| 97    | Fiduciary Trust Company International | Bankéřství, finančnictví                                           |
| 96    | Fiduciary Trust Company International | Bankéřství, finančnictví                                           |
| 95    | Fiduciary Trust Company International | Bankéřství, finančnictví                                           |
| 94    | Fiduciary Trust Company International | Bankéřství, finančnictví                                           |
| 93    | AON Corporation, Regus Business Centers | Pojišťovnictví                                                     |
| 92    | AON Corporation | Pojišťovnictví                                                     |
| 91    | Gibbs & Hill, Raytheon Company, Washington Group International | Inženýrství, výroba                                                |
| 90    | Fiduciary Trust Company International | Bankéřství, finančnictví                                           |
| 89    | Keefe, Bruyette & Woods | Investice                                                          |
| 88    | Keefe, Bruyette & Woods | Investice                                                          |
| 87    | New York State Department of Taxation and Finance | Vláda                                                              |
| 86    | New York State Department of Taxation and Finance | Vláda                                                              |
| 85    | Harris Beach & Wilcox, Keefe, Bruyette & Woods | Justice, investice                                                 |
| 84    | EuroBrokers | Finančnictví                                                       |
| 83    | IQ Financial Systems, Chuo Mitsui Trust & Banking | Finančnictví                                                       |
| 82    | Fuji Bank | Bankéřství, finančnictví                                           |
| 81    | Fuji Bank | Bankéřství, finančnictví                                           |
| 80    | Fuji Bank | Bankéřství, finančnictví                                           |
| 79    | Fuji Bank | Bankéřství, finančnictví                                           |
| 78    | Skylobby, First Commercial Bank, Baseline Financial Services | Bankéřství, finančnictví                                           |
| 77    | Baseline Financial Services | Finančnictví                                                       |
| 76    | Mechanické patro |                                                                    |
| 75    | Mechanické patro |                                                                    |
| 74    | Morgan Stanley | Investice                                                          |
| 73    | Morgan Stanley | Investice                                                          |
| 72    | Morgan Stanley | Investice                                                          |
| 71    | Morgan Stanley | Investice                                                          |
| 70    | Morgan Stanley | Investice                                                          |
| 69    | Morgan Stanley | Investice                                                          |
| 68    | Morgan Stanley | Investice                                                          |
| 67    | Morgan Stanley | Investice                                                          |
| 66    | Morgan Stanley | Investice                                                          |
| 65    | Morgan Stanley | Investice                                                          |
| 64    | Morgan Stanley | Investice                                                          |
| 63    | Morgan Stanley | Investice                                                          |
| 62    | Morgan Stanley, Demeter Management Corporation | Investice                                                          |
| 61    | Morgan Stanley | Investice                                                          |
| 60    | Morgan Stanley | Investice                                                          |
| 59    | Morgan Stanley | Investice                                                          |
| 58    | Bridge Information Systems | Poskytovatel finančních informací                                  |
| 57    | Hold Brothers | Finančnictví                                                       |
| 56    | Morgan Stanley | Investice                                                          |
| 55    | Guy Carpenter, Garban Intercapital, Harlows | Zajišťovna, investice                                              |
| 54    | Guy Carpenter | Zajišťovna                                                         |
| 53    | Guy Carpenter | Zajišťovna                                                         |
| 52    | Guy Carpenter | Zajišťovna                                                         |
| 51    | Guy Carpenter | Zajišťovna                                                         |
| 50    | Guy Carpenter | Zajišťovna                                                         |
| 49    | Guy Carpenter, Seabury & Smith | Zajišťovna, pojišťovnictví                                         |
| 48    | Fireman's Fund Insurance Company, Guy Carpenter | Pojišťovnictví, zajišťovna                                         |
| 47    | Guy Carpenter | Zajišťovna                                                         |
| 46    | Morgan Stanley | Investice                                                          |
| 45    | Morgan Stanley | Investice                                                          |
| 44    | Skylobby, Morgan Stanley | Investice                                                          |
| 43    | Morgan Stanley | Investice                                                          |
| 42    | Mechanické patro |                                                                    |
| 41    | Mechanické patro |                                                                    |
| 40    | Sitailong International USA, Thacher Proffitt & Wood, LLP | Justice                                                            |
| 39    | Thacher Proffitt & Wood, LLP | Justice                                                            |
| 38    | Thacher Proffitt & Wood, LLP | Justice                                                            |
| 37    | — | —                                                                  |
| 36    | Frenkel and Company | Pojišťovnictví                                                     |
| 35    | Frenkel and Company | Pojišťovnictví                                                     |
| 34    | Oppenheimer Funds | Investice                                                          |
| 33    | Oppenheimer Funds | Investice                                                          |
| 32    | Oppenheimer Funds | Investice                                                          |
| 31    | Oppenheimer Funds | Investice                                                          |
| 30    | New York Stock Exchange | Finančnictví                                                       |
| 29    | Weatherly Securities Corporation, New York Stock Exchange | Investice, finančnictví                                            |
| 28    | |                                                                    |
| 27    | — | —                                                                  |
| 26    | Sun Microsystems | Počítačové služby                                                  |
| 25    | Sun Microsystems | Počítačové služby                                                  |
| 24    | Allstate Insurance Company, China Chamber of Commerce, Globe Tour and Travel, SCOR U.S. Corporation, Sinolion, TD Waterhouse Group                                                        | Pojišťovnictví, organizování, cestování, pojišťovnictví, investice |
| 23    | SCOR U.S. Corporation, Unistrat Corporation of America | Pojišťovnictví, poradenství                                        |
| 22    | Antal International, Mancini Duffy, NYS Retirement System | Není určeno                                                        |
| 21    | Adecco SA, Career Engine, Mancini Duffy, Matthews & Wright Inc., Taiwan Sugar Corporation                                                                                                 | Agentura práce, výzkum, architektonická kancelář                   |
| 20    | Thacher Proffitt & Wood, LLP, New York Shipping Association | Justice, doprava                                                   |
| 19    | New York Shipping Association, Waterfront Commission of New York Harbor | Doprava                                                            |
| 18    | AbraCadabra Digital Printing, Alliance Consulting Group, Weiland International Inc. | Obchodní služba                                                    |
| 17    | New York Institute of Finance | Bankéřství, finančnictví                                           |
| 16    | National Development and Research Institute | Výzkum                                                             |
| 15    | Candia Shipping, CINDE Costa Rican Investment Board, DigiOrbit Corporation, Millennium Management Resources Inc., Optech Systems Inc., Stallion Commerce Corporation, TD Waterhouse Group | Investice, bankéřství, finančnictví                                |
| 14    | Charna Chemicals, Paging Network of New York, Patinka International (USA), Union Bank of California                                                                                       | Výroba, telekomunikace, obchodní služba, bankéřství, finančnictví  |
| 13    | Verizon Communications | Telekomunikace                                                     |
| 12    | Verizon Communications | Telekomunikace                                                     |
| 11    | Verizon Communications, Candia Shipping | Telekomunikace                                                     |
| 10    | Verizon Communications | Telekomunikace                                                     |
| 9     | Verizon Communications | Telekomunikace                                                     |
| 8     | Mechanické patro |                                                                    |
| 7     | Mechanické patro |                                                                    |
| 6     | — | —                                                                  |
| 5     | — | —                                                                  |
| 4     | — | —                                                                  |
| 3     | — | —                                                                  |
| 2     | TKTS | Prodejna lístků                                                    |
| 1     | Colortek Kodak Imaging Center | Obchodní služba                                                    |
| L     | Nichols Foundation | Vláda, vzdělání                                                    |
| C     | The Mall at the World Trade Center | Maloobchodnictví                                                   |
| B     | Xerox Document Company, Morgan Stanley, Anthem Blue Cross and Blue Shield, NY Chamber of Commerce                                                                                         | Výroba, investice, pojišťovnictví, vláda                           |
| NA    | Continental Insurance Company | Pojišťovnictví                                                     |

### Galerie

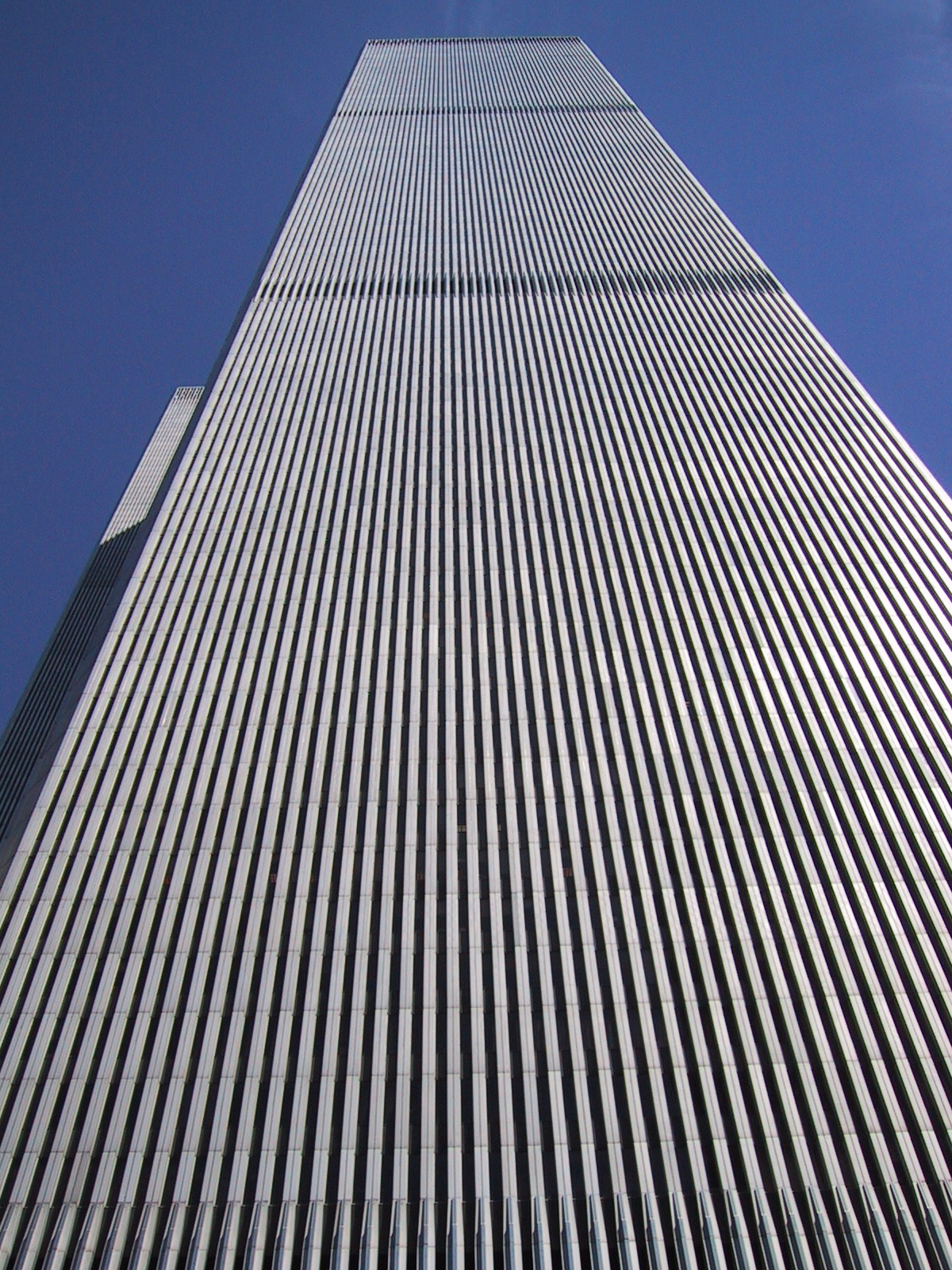
Jižní věž.
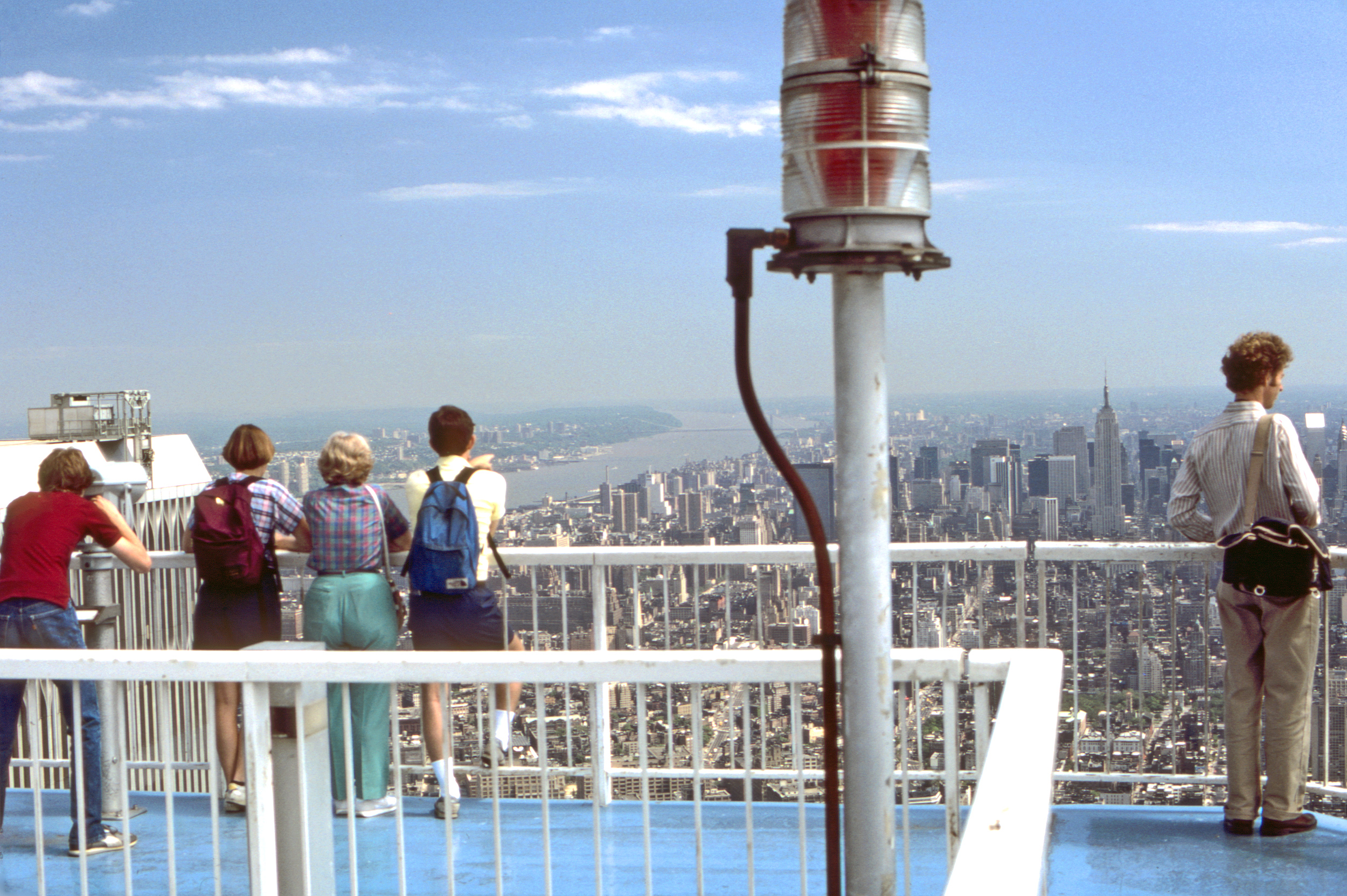
Vyhlídková terasa na střese.
Schéma výtahů a půdorys.
Plán komplexu.
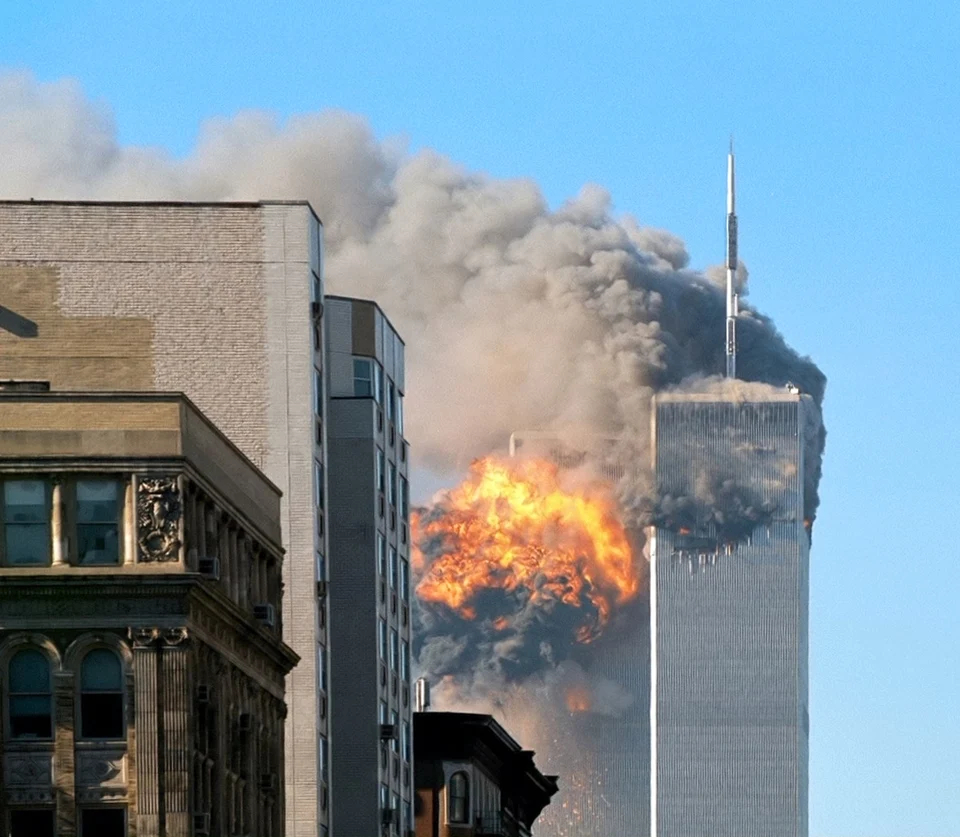
11. září 2001, pohled ze severu.
Schéma nárazu letadel.
Schéma průniku a dopadu částí letadel.
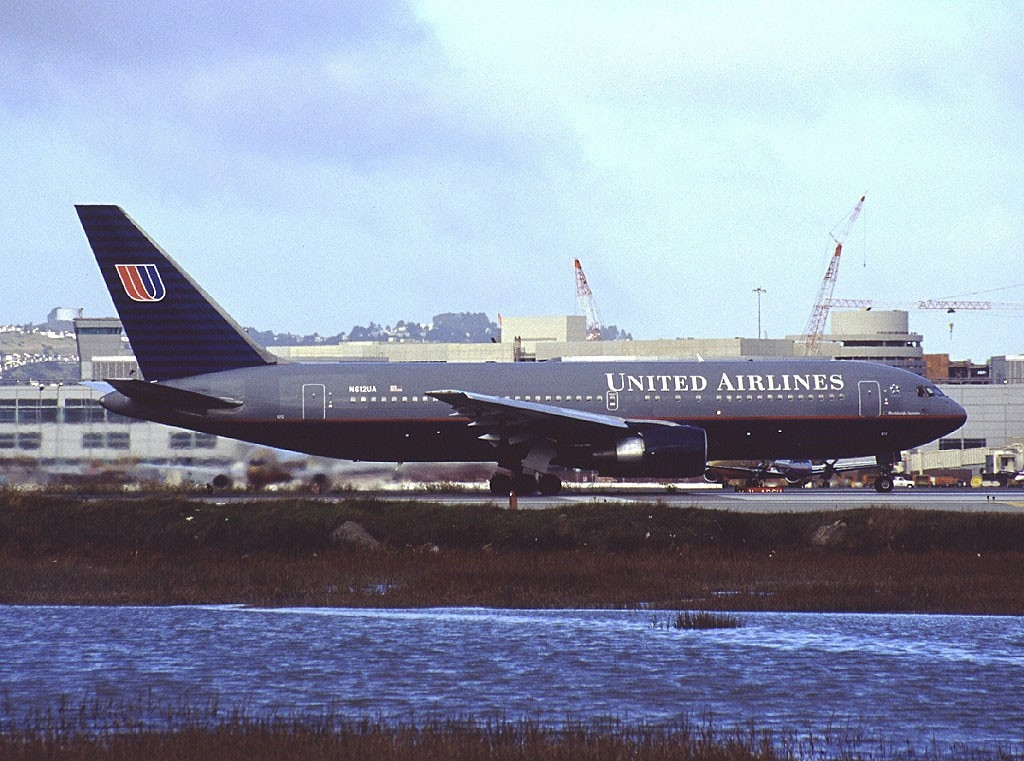
Konkrétní stroj, který narazil do WTC 2.
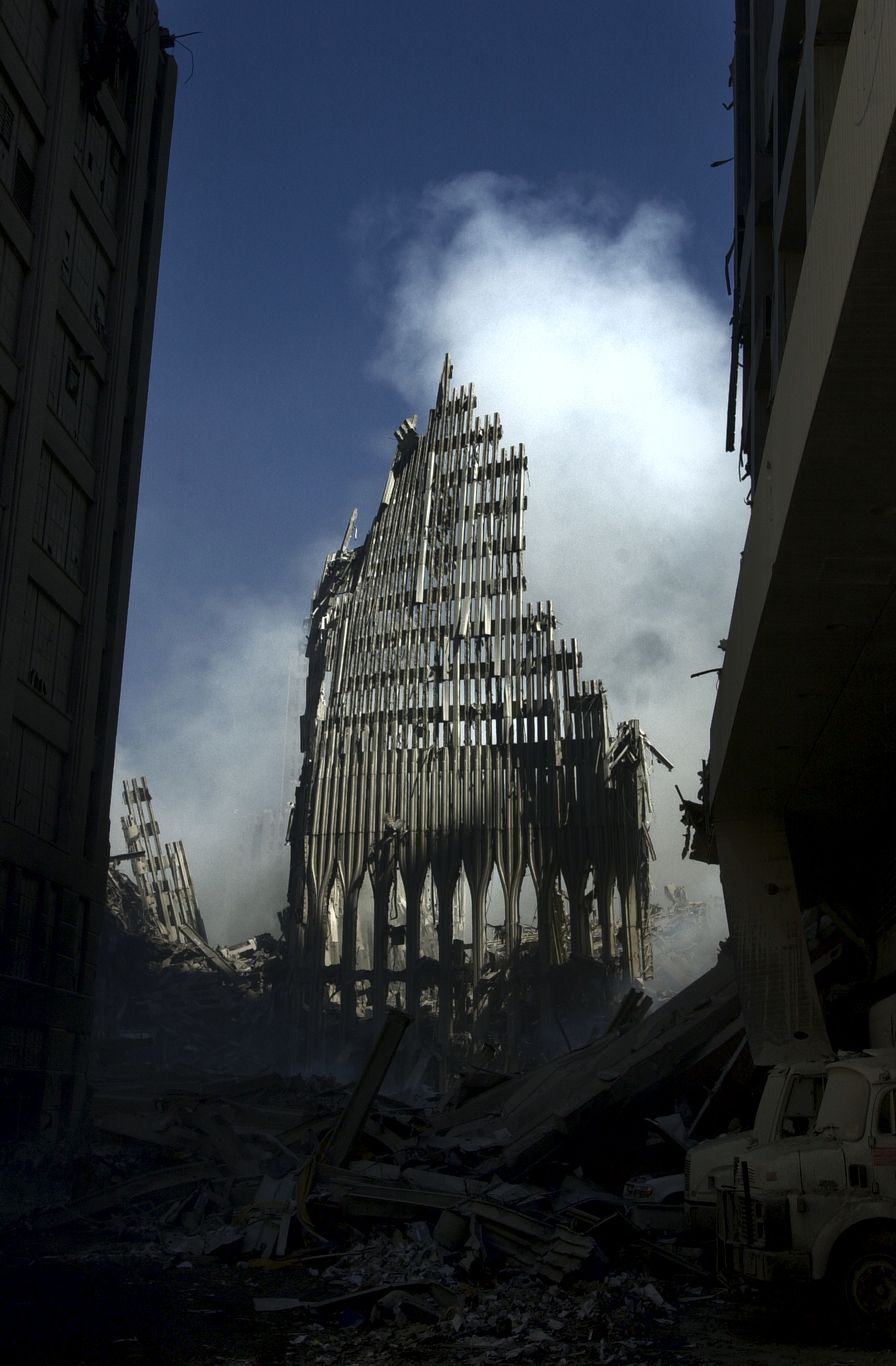
Trosky věže 3 dny po útocích.
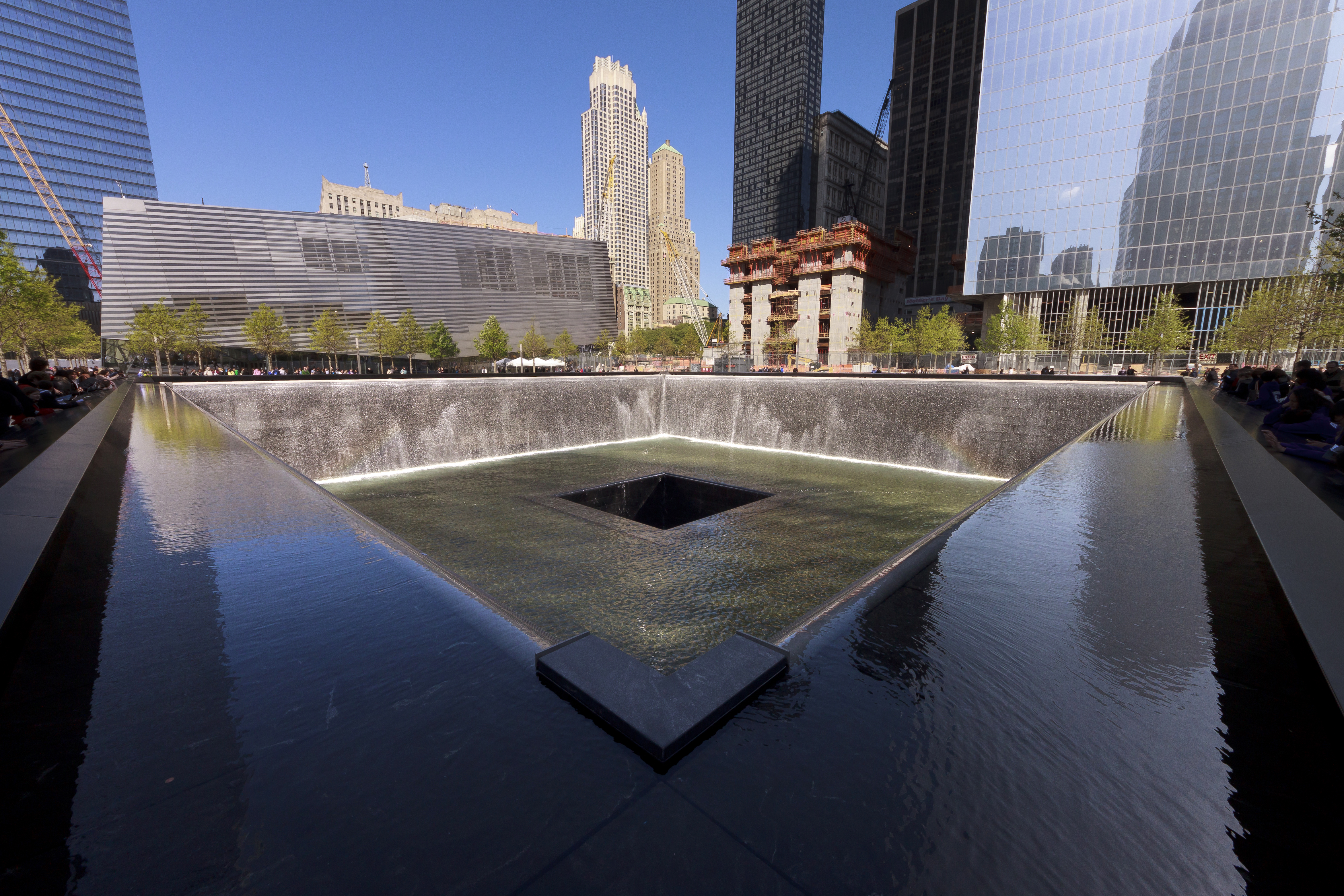
Jižní bazén památníku přesně kopíruje obrysy budovy.